# Belintasz

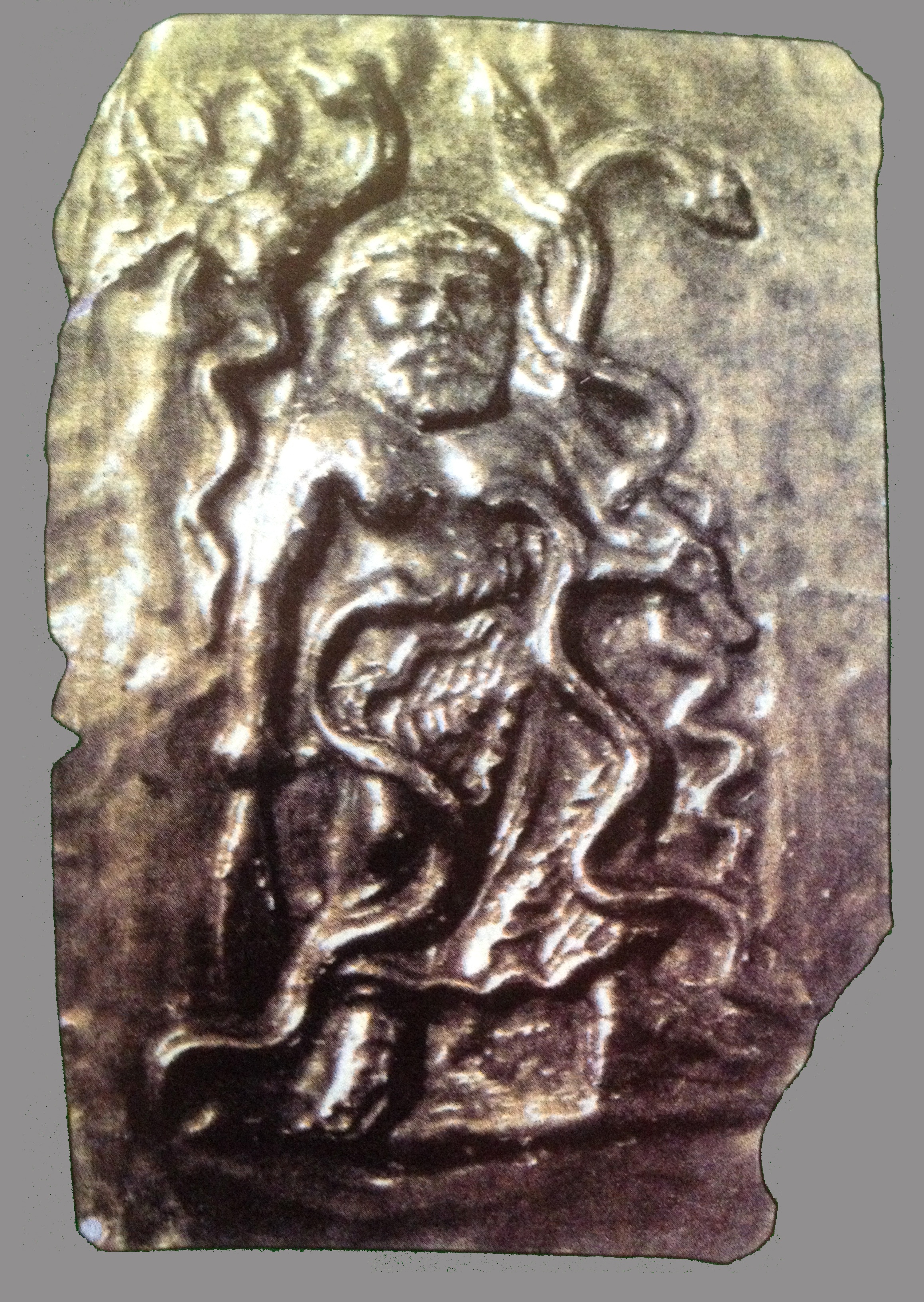
Srebrny wizerunek wotywny bóstwa odkryty w Belintasz

Belintasz, Bełantasz, Bełyntasz, Beli taszi (bułg. Белинташ, Беланташ, Белънташ, Бели таши) – skalny płaskowyż oraz pomnik przyrody w Rodopach, noszący ślady działalności człowieka; stanowisko archeologiczne. 
Uważany za pochodzący ze starożytności obiekt kultowy, wykorzystywany do celów rytualnych przez mieszkańców okolicznych plemion trackich; jego charakter i istota wciąż nie są w pełni poznane.
Belintasz znajduje się w górach nad Mostowem, Topołowem i Dołnosławiem, położone 30 km na południowy wschód od Asenowgradu. Długość płaszczyzny skalnej wynosi około 300 metrów i leży na wysokości 1225 m n.p.m.; powierzchnia wynosi 5 akrów. Poza Perperikon jest w Bułgarii drugą co do wielkości świątynią wykutą w skale.
Najprawdopodobniej było to pradawne sanktuarium poświęcone bogu natury Sabazjosowi. Wotywna płytka z wizerunkiem tego bóstwa została przypadkowo odkryta przez Kiriła Karadżowa jesienią 1972; archeolog Iwan Christow datował ją na VI–V wiek p.n.e. Na górnej półce skalnej znajdują się wyrzeźbione okrągłe otwory, rowki, nisze, które obrazują mapę rozgwieżdżonego nieba. Według Walerii Foł Belintasz stanowi jeden z klasycznych przykładów wielofunkcyjnego świętego miejsca. Podobne sanktuaria służyły obrzędom pojednania z naturą podczas rocznego cyklu. Niektórzy badacze sądzą, że sanktuarium oprócz funkcji rytualnej służyło również do prowadzenia pomiarów astronomicznych.
Wciąż trwają badania dla ustalenia funkcji tego sanktuarium i prowadzone są prace wykopaliskowe z udziałem zarówno zespołów bułgarskich, jak i międzynarodowych. 